# Шеньчжень (футбольний клуб)
«Шеньчжень» (кит.: 深圳市足球俱乐部) — колишній китайський футбольний клуб з однойменного міста, провінція Гуандун. Чемпіон Китаю 2004 року. Мажоритарним власником клубу була компанія «Kaisa Group», яка викупила пакет акцій у квітні 2016 року.
Розформований у 2024 році.

## Історія
Клуб офіційно створено 26 січня 1994 року і до 1995 року називався «Шеньчжень» (深圳足球俱乐部), потім змінив назву на «Шеньчжень Фейяда» (深圳飞亚达). З моменту створення і до теперішнього моменту регулярно міняв назви:
- :1994-95: ФК Шеньчжень (深圳足球俱乐部)
- 1996: Шеньчжень Фейяда (深圳飞亚达)
- 1997-98: Шеньчжень Піньань (深圳平安)
- 1999: Шеньчжень Піньань Іншуренс (深圳平安保险)
- 2000-01: Шеньчжень Піньань Кецзянь (深圳平安科健)
- 2002: Шеньчжень Піньань Іншуренс (深圳平安保险)
- 2003-05: Шеньчжень Цзяньлібао (深圳健力宝)
- 2006-07: Шеньчжень Кінгвей (深圳金威)
- 2007-08: Шеньчжень Шанціньінь (深圳上清饮)
- 2009: ФК Шеньчжень Азіа Тревевл (深圳足球俱乐部)
- 2010—2014: ФК Шеньчжень Рубі (深圳红钻)
- 2015—2024: Шеньчжень (深圳)

Клуб «Шеньчжень Рубі» є однією з небагатьох команд, яким вдавалося виграти Суперлігу. Це сталося у 2004 році. Проте незважаючи на цей успіх, клуб постійно переслідували фінансові проблеми. Тренер команди Чжу Гуанху в переможному для себе сезоні отримав звання найкращого тренера року в Китаї та був призначений тренером національної збірної.
Однак, після відходу Чжу Гуанху в національну збірну, клуб почали переслідувати невдачі у внутрішній першості — у наступному за золотим сезоном чемпіонаті команда посіла лише 12-те місце (третє з кінця). Новий тренер команди Чі Шанбінь, який починав виступи з «Шеньчженем» в Лізі чемпіонів Азії 2005 року, був змушений під тиском гравців (особливо капітана Лі Вейфена і найкращого гравця Ян Ченя) піти у відставку. Незважаючи на хаос в команді, «Шеньчжень» дістався до стадії півфіналів Ліги чемпіонів АФК, перемігши «Аль-Аглі», який представляв Саудівську Аравію. Проте, шлях до фіналу перегородив «Аль-Айн» з ОАЕ.
21 січня 2009 року «Шеньчжень» перейшов під контроль інвестора з Гонконгу, який придбав 51 % акцій клубу. Решту 49 % він отримував поступово протягом 6 місяців. Новим головою ради директорів став виходець з Шеньчженя Фань Юйхун. Крім того, Фань Юйхун ставав і новим головним тренером команди. 28 лютого 2009 року Фан Юйхун оголосив, що новими спонсорами команди будуть власники акцій компанії «China Motion», розташованої в Гонконзі. Потім почалися переговори про нові кольори клубу та назву спонсора на одязі, які тривали досить довго, однак дозволили говорити про початок стабілізації.
Втім за підсумками сезоні 2011 року команда під орудою відомого французького тренера Філіппа Труссьє вилетіла з Суперліги й тривалий час не могла повернутись до еліти, навіть не зважаючи на запрошення таких відомих тренерів як Кларенс Зеєдорф та Свен-Йоран Ерікссон і лише за підсумками сезону 2018 року іспанський тренер Хуан Рамон Лопес Каро зумів повернути команду до Суперліги.

## Досягнення
- Чемпіон Китаю: 2004
- Віцечемпіон Китаю: 2002
- Фіналіст кубка Суперліги Китаю: 2004, 2005

## Відомі гравці
| - Чжен Чжи - Лі Вейфен - Ян Чень - Массамассо Чангаї - Кріс Кіллен - Іван Віцеліч | - Слободан Марович - Сеїтіро Макі - В'ячеслав Глєб - Ола Камара - Уле Сельнес - Арольд Пресіадо - Шейк М'Бенге |

## Відомі тренери
| - Чха Бом Ґин (1998.7 – 1999.12) - Едсон Таварес (1999.12 — 2000.5) - Чжу Гуанху (2000.5 — 2005.2) - Філіпп Труссьє (2011.2 — 2013.11) - Лі Лім Сен (2015.4 — 2015.8) | - Кларенс Зеєдорф (2016.7 — 2016.12) - Свен-Йоран Ерікссон (2016.12 — 2017.6) - Ван Баошань (2017.6 — 2018.4) - Хуан Рамон Лопес Каро (2018.4 –) |